# Eleutherodactylus luscombei
Eleutherodactylus luscombei là một loài ếch trong họ Leptodactylidae. Chúng là loài đặc hữu của Peru.
Môi trường sống tự nhiên của nó là các khu rừng đất thấp ẩm nhiệt đới và cận nhiệt đới.